# Jarkowice
Jarkowice (przed 1945 niem. Hermsdorf städt. bei Liebau) – wieś w Polsce położona w województwie dolnośląskim, w powiecie kamiennogórskim, w gminie Lubawka.

## Położenie
Jarkowice to duża i ludna wieś leżąca pomiędzy Grzbietem Lasockim a wzgórzami Bramy Lubawskiej, u zbiegu potoków Złotna i Biała Woda, na wysokości około 550–650 m n.p.m.

## Podział administracyjny
W latach 1975–1998 miejscowość administracyjnie należała do województwa jeleniogórskiego.

## Historia
Jarkowice powstały w drugiej połowie XIV wieku, co wiązało się z wydobyciem na tym terenie rudy żelaza. W 1747 roku był tu dwór i 2 młyny wodne, a mieszkało 7 kmieci oraz 224 zagrodników i chałupników. W 1815 roku w miejscowości odnotowano 2 browary, gorzelnię, wapiennik, cegielnię, 2 tartaki, 2 kowali i 4 gospody. Wieś była wtedy znacznym ośrodkiem tkackim, działało tu 175 krosien. Po 1945 roku Jarkowice pozostały wsią rolniczo-przemysłową, w 1993 roku było tu 78 gospodarstw rolnych.

## Zabytki
Do wojewódzkiego rejestru zabytków wpisany jest:
- dom nr 155, pochodzący z XVIII wieku.

## Szlaki turystyczne
Przez Jarkowice przechodzą znakowane szlaki turystyczne: 
- ze wsi na Przełęcz Kowarską.
- ze wsi na Obniżenie pod Łysociną
- z Miszkowic przez 
Srebrny Potok do Niedamirowa